# Giulino
Giulino (in comasco Giülén, /ʒyˈlẽː/; dal 1928 al 1947 Giulino di Mezzegra) è una frazione del comune italiano di Tremezzina, in provincia di Como, passata alla storia per essere il luogo dove, il 28 aprile 1945, avvenne l'esecuzione di Benito Mussolini in cui trovò la morte anche la sua amante Clara Petacci.

## Geografia fisica
Il comune, parte della Comunità Montana del Lario Intelvese, sorge in collina, nei pressi della riva settentrionale del Lago di Como, dove si trova Mezzegra, da cui dista circa 2 km. Dista altresì circa 30 km da Como ed altrettanti dalla frontiera italo-elvetica verso Lugano. L'arteria stradale più vicina ad essa è la SS 340, che collega Como con Sondrio.

## Storia
La località di Giulino è documentata almeno dal 1251, quando era nota come Zulino. Giulino fu frazione del comune di Mezzegra, ma nel 1928 venne aggregata al neonato comune di Tremezzina col nome di Giulino di Mezzegra. Nel 1947, con la soppressione del comune di Tremezzina, viene restituito al comune precedentemente soppresso di Mezzegra come sua frazione, riprendendo il precedente nome di Giulino. Dal 2014, con la nuova istituzione del comune di Tremezzina, Giulino è tornato a essere una sua frazione.

### Morte di Mussolini

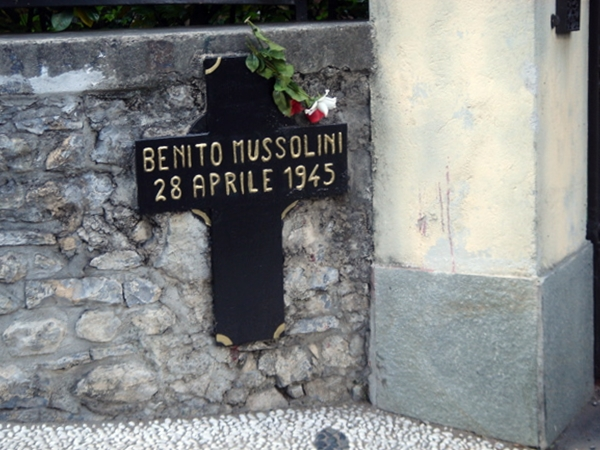
Croce presente sul luogo dove Mussolini fu giustiziato.

Il 27 aprile 1945 Benito Mussolini fu catturato dai partigiani a Dongo, mentre cercava di fuggire vestito da soldato tedesco. 
Nella notte fu condotto insieme a Claretta Petacci a Bonzanigo, frazione di Tremezzina, dove soggiornò presso la famiglia De Maria, partigiani e conoscenti del Capitano Neri.  
Il mattino successivo giunse da Milano l'ordine di fucilazione, portato dal partigiano Walter Audisio. Questi eseguì personalmente la condanna capitale del Duce e della Petacci «in nome del popolo italiano» alle ore 16:10 nel luogo designato: via 24 Maggio a Giulino, di fianco all'ingresso di Villa Belmonte. A memoria dell'evento, sul muro dove avvenne l'esecuzione, fu posta in seguito una croce nera artigianale alla quale tempo dopo, su richiesta degli ex combattenti di Salò, si aggiunse una teca in ferro battuto sul lato opposto del cancello, contenente le foto di Mussolini e della Petacci. 
Per tali eventi storici, Giulino fu proscenio di parte del film Mussolini ultimo atto (1974) di Carlo Lizzani.